# Josef Brunnthaler
Josef Brunnthaler (Viena, 20 de diciembre de 1871-18 de agosto de 1914) fue un botánico y algólogo austriaco.
Hasta 1904, Brunnthaler era un empleado de la banca de intercambio vienesa (Voelcker & Co.) así fue botánico por autodidacta. Desde 1895, sirvió como bibliotecario de la Zoologisch-botanischen Gesellschaft (Sociedad Zoológica-botánica), y en 1897 fundó la Kryptogamen-Tauschanstalt (Institución de intercambio de Criptogamas. En 1905, en el Palacio de Schönbrunn, organizó una exhibición botánica que se asoció con el Congreso Internacional de Botánica. En 1908, fue nombrado curador del Instituto de botánica de la Universidad de Viena.
En 1909, se embarcó en una expedición científica al África Oriental Alemana, Colonia del Cabo, y a la Colonia de Natal, donde recolectó valiosos especímenes. En 1911, participó en una exploración a Dalmacia. Durante el año siguiente se enfermó, y murió dos años más tarde, a la edad de 42 años.
Brunnthaler se especializó en estudios de algas de agua dulce.

## Algunas publicaciones
- Ueber eine monströse Wuchsform von Polyporus squamosus (Huds.). 3 pp. 1896
- Die Algen und Schizophyceen der altwässer der Donau bei Wien, 1908 - análisis de Brunnthaler del Danubio
- Vegetationsbilder aus Südafrika: Karroo u. Dornbusch, 22 pp. 1911
- Ergebnisse einer botanischen Forschungsreise nach Deutsch-Ostafrika und Südafrika (Kapland, Natal und Rhodesien), 1912
- Vegetationsbilder aus Deutsch-Ostafrika: Regenwald von Usambara, 1914. Karsten & Schenck- Vegetationsbilder. 26 pp.
- Chlorophyceae II: Tetrasporales, Protococcales, Einzellige Gattungen unsicherer Stellung, 1915 con Ernst Lemmermann (1867-1915) y Adolf Pascher (1881-1945) - Acerca de Chlorophyceae. 153 pp.[4]

### Eponimia
Especies de algas
- Ulothrix brunnthaleri
- Characium brunnthaleri[5]

Especies de fanerógamas
- (Aizoaceae) Delosperma brunnthaleri (A.Berger) Schwantes ex H.Jacobsen[6]
- (Aizoaceae) Mesembryanthemum brunnthaleri A.Berger[7]
- (Aloaceae) Aloe brunnthaleri A.Berger ex Cammerl.[8]